# Xanthodaphne bruneri
Xanthodaphne bruneri is een slakkensoort uit de familie van de Raphitomidae. De wetenschappelijke naam van de soort is voor het eerst geldig gepubliceerd in 1884 door Verrill.